# موزه هنرهای زیبا
کاخ موزه هنرهای زیبا که تابلوهای گرانبها و نفیس نقاشی را به نمایش گذارده بخشی از مجموعه مجموعه فرهنگی تاریخی سعدآباد است.
این موزه دارای سه طبقه با ۳۶۰۰ متر زیر بنا است و هر روزه بسیاری از هنر دوستان را به خود جلب می‌کند.
موزه هنرهای زیبا در جنوبی‌ترین نقطه سعد آباد واقع شده‌است.
ساختمان این عمارت مربوط به زمان رضا شاه است که ساخت آن از سال ۱۳۱۹ شروع گردید و با تبعید رضا خان در سال ۱۳۲۰ به صورت نیمه کاره رها شد. از آنجا که در بنای آن سنگ‌های مرمر سیاه رنگ (از معدن ولی آباد چالوس) به کار برده شده بود به کاخ اسود معروف بوده‌است. از حدود سال‌های ۱۳۴۲ تا ۱۳۴۳ تعمیراتی در این بنا انجام گرفت و در سال ۱۳۴۶ رسماً به عنوان وزارت دربار مورد بهره‌برداری قرار گرفت.
پس از انقلاب اسلامی در سال ۱۳۵۷ طبقه همکف به عنوان اداره کل موزه‌های کشور مورد استفاده قرار گرفت و از همان زمان طبقه دوم و سوم، جهت تبدیل به موزه آماده می‌شد. این بنا در سال ۱۳۶۱ با نام موزهٔ هنرهای زیبا مورد بهره‌برداری قرار گرفت و در سال ۱۳۶۴ جهت بازدید عموم رسماً افتتاح گردید.
در این موزه ۸ اثر نفیس از نقاش پرآوازه محمد غفاری ملقب به کمال الملک (۱۳۱۹–۱۲۲۲ ه‍. ش) ارائه شده که در سلامت و پختگی رنگ و دقت در ساختمان کم‌نظیر است.

## طبقات موزه و آثار
این ساختمان دارای دو طبقه و هم کف می‌باشد که هر طبقه دارای یک سالن و گالریهای متعدد است و در حال حاضر در هر سه طبقه تابلوهای بسیار زیبایی از شیوه‌ها و مکاتب گوناگون هنری ایران و جهان به نمایش درآمده‌است که بازماندهٔ هنر نقاشان ایرانی و خارجی است.

### طبقه همکف
هم‌اکنون طبقه همکف به ۱۹ اثر از آثار نقاشان معاصر ایرانی که به شیوه‌ای نو کار کرده‌اند اختصاص دارد. نقاشانی همچون: سهراب سپهری ،حسین محجوبی، فرامرز پیلارام، حسین زنده رودی ،پروانه اعتمادی، نصرالله افجه‌ای و دیگران.

### طبقه اول
در طبقه اول موزه، نقاشی‌های زیبایی از نقاشان اروپایی در مکاتب و شیوه‌های گوناگون به نمایش گذاشته شده‌اند که در فاصله سده‌های ۱۷ تا ۲۰ میلادی ترسیم شده‌اند. نقاشی‌های غربی بر اساس مکاتب ملی مثل مکتب آلمان، انگلیس، فرانسه، روس، و غیره تقسیم‌بندی شده‌اند.
از جمله نقاشان معروف اروپائی که آثاری از آنان در موزهٔ هنرهای زیبا به معرض نمایش گذاشته شده می‌توان سالوادور دالی، جان فردریک هرینگ، پیتر گراهام، ایوان شیشکین، فرانسوا موزن و ژول برتون را نام برد.

### طبقه دوم
طبقه دوم موزهٔ هنرهای زیبا به نقاشی‌های هنرمندان ایرانی دوره صفویه تا قاجار اختصاص دارد. این نقاشی‌ها، اغلب تصویر پادشاهان، زنان و مردان درباری، امرا و صاحب منصبان آن زمان است.
اکثر این تابلوها بدون امضا یا رقم هستند و فقط یک تابلو از دورهٔ صفوی با عنوان مجلس شیرین و فرهاد (رقم محمد زمان) را بر خود دارد که در مخزن موزه نگهداری می‌شود. از جمله آثار قابل تأملی که از این دوره در معرض تماشاست پنج تابلوی رنگ و روغن بر روی بوم است که افرادی را با چهره‌هایی اروپائی در لباس‌های ایرانی به حالت ایستاده نشان می‌دهد. این آثار متأسفانه فاقد نام پدیدآورنده می‌باشند.
در میان تابلوهای طبقه دوم تابلوی بزرگی به چشم می‌خورد که نادر شاه را در حال تاج گذاردن بر سر محمد شاه گورکانی (پادشاه هند) نشان می‌دهد که عنوان آن (تاج بخشی نادر شاه) و رقم (ابوالحسن) را بر خود دارد و به تاریخ ۱۱۸۹ ه‍.ق یعنی سی سال پس از قتل نادر کشیده شده‌است.
در این طبقه آثاری مربوط به دورهٔ زندیه وجود دارد، از جمله تصویری از علی بن ابی‌طالب و حسنین که ملهم از عقاید مذهبی این دوره و همچنین چهرهٔ شاهزادگان زند که کار نقاشان بنامی مانند محمد صادق، سید میرزا و میرزا بابا که از صورتگران معروف دربار کریم خان بوده و بعد از فوت او به تهران نقل مکان کردند دیده می‌شود.
بیشترین آثار ارائه شده در طبقه دوم مربوط به دورهٔ قاجار می‌باشد. در میان این تابلوها به آثاری برمی‌خوریم که تصویرگران آن‌ها از اعتبار و شهرت بسیار برخوردارند.
از جمله تابلوهای نفیس این دوره، تصویری است تمام قد از فتحعلیشاه قاجار که به گفته رابینسون منتقد هنری، از با ارزشترین تابلوهای رنگ و روغن در میان نقاشیهای ایرانی است. این تصویر که ۱۲۵ × ۲۴۶ سانتیمتر است از نقاش هنرمندی است به نام مهر علی که آن را در سال ۱۲۲۸ ه‍.ق کشیده و بدینگونه امضاء کرده‌است: «رقم کمترین غلام، مهر علی».
دیگر آثار ارائه شده را می‌توان به ترتیب از تصاویر رقاصان و نوازندگان درباری اثر ابوالقاسم و شیرین نگار، چهره‌هایی از علما و عرفاً، شعرا و فلاسفه ایرانی اثر رجبعلی نقاش دورهٔ محمد شاه نام برد.